# Санта Маргерита (Катанцаро)
Санта Маргерита је насеље у Италији у округу Катанцаро, региону Калабрија.
Према процени из 2011. у насељу је живело 22 становника. Насеље се налази на надморској висини од 734 м.